# 罗讷省
罗讷省（法語：Rhône，法語發音：[ʁon] ⓘ）是法國奥弗涅-罗讷-阿尔卑斯大区所轄的省份，得名于罗讷河。該省編號為69D。